# Мінімальна нормальна підгрупа
Мінімальна нормальна підгрупа — неодинична нормальна підгрупа {\displaystyle H}, така, що між нею і одиничною підгрупою немає інших нормальних підгруп всієї групи.
Мінімальна нормальна підгрупа є далеко не у всякій групі.
Якщо група скінченна, то будь-яка її мінімальна нормальна підгрупа є прямим добутком ізоморфних простих груп.
Якщо мінімальна нормальна підгрупа у групи {\displaystyle G} існує і єдина, то вона називається монолітом (іноді серцевиною), а сама група {\displaystyle G} називається монолітна.